# Ocularia ashantica
Ocularia ashantica là một loài bọ cánh cứng trong họ Cerambycidae.